# 融雪機
融雪機（ゆうせつき）とは、熱源部と雪を溶かす融雪部が一体化して、槽内に投入した雪を燃焼熱で温水加温し、あるいは直接槽内の雪を加温して、雪を急速に溶かすことを目的にした装置である。

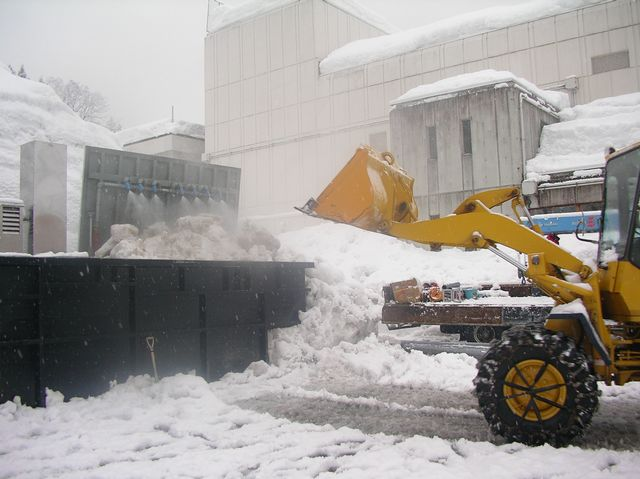
大型融雪機による融雪作業

融雪機は槽内に投入した雪を溶かして処理をする。似たような装置で融雪槽があるが、融雪機と融雪槽には多くの種類があり、明確な分類は定まっていない。融雪機は、地下に装置が埋設されているものと、地上に設置しているものがある。いずれも熱源装置一体型であって、灯油を燃焼させる熱源部と雪を溶かす融雪部が一体構造となっている。融雪機は、融雪部に随時雪を投入しながら融雪することを目的としているため、融雪部は大きな雪の収納を持たず、熱源は高出力な物が多い。他の融雪装置に比べ融雪速度が速く、時間当たりの処理量も大きいのが多い。

## 融雪方式

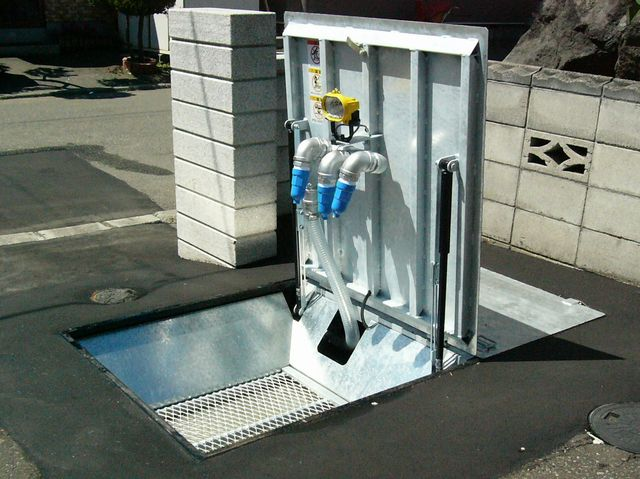
温水散水式融雪機

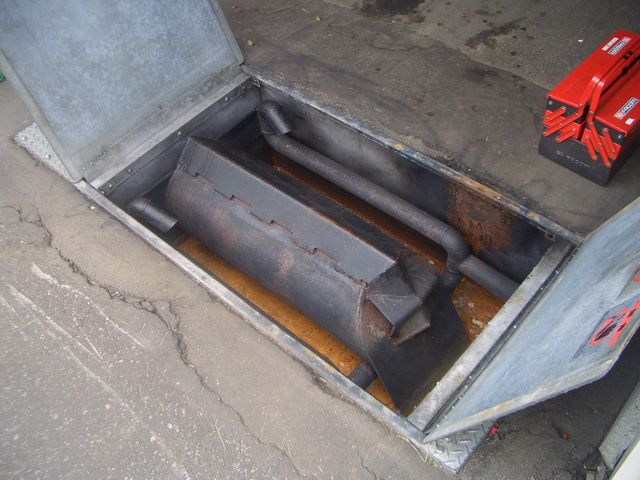
直熱接触式融雪機

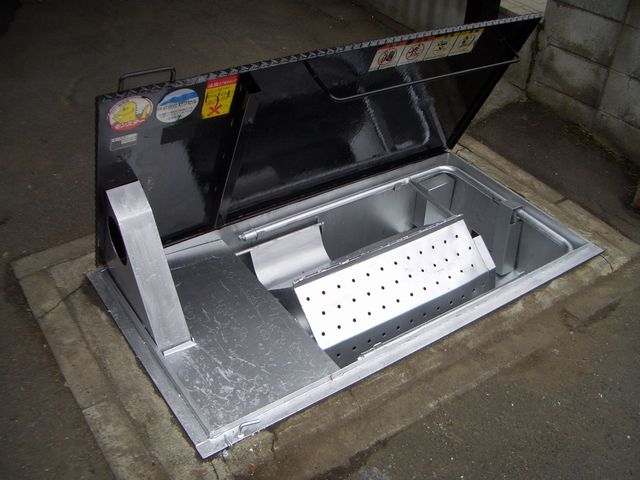
直熱・温水混合式融雪機

融雪機は製造会社によって様々な融雪方式を採られている。融雪機には装置全体を地下に埋設する埋設型と、地上に設置する定置型また場所を移動できる移動型がある。さらに融雪機は温水散水式，直熱接触式と直熱・温水混合式などがある。
1. 温水散水式 - 内蔵した灯油バーナーの燃焼熱と燃焼排ガスによって槽内で熱交換して水を加温し、この温水を水中ポンプによって投入された雪に噴霧散水して融雪させる構造となっている。燃焼排ガスは主に排気筒により大気に放出される。
2. 直熱接触式 - 内蔵された灯油バーナーの燃焼熱によって過熱された炉壁面や燃焼排ガスに直接雪を接触させて溶かす方式である。
3. 直熱・温水混合方式 - 融雪方式は直熱接触式と類似しており、融雪水の一部を温水散水式と同じく水中ポンプによって雪に噴霧散水する。